# Tan Kah Kee
Tan Kah Kee (jiaxiang: Fujian, Xiamen, Tong'an) was een zeer rijke Chinees-Maleisische zakenman en filantroop van Minnanse afkomst. Hij werd op 21 oktober 1874 geboren in Tong'an, Fujian. Toen hij zestien jaar oud was migreerde hij naar Singapore. Hij werkte in de rijstwinkel van zijn vader totdat deze in 1903 failliet ging. Daarna zette hij zijn eigen bedrijf op in Maleisië en Singapore. Hij verdiende zeer veel geld door zijn rubberboomplantages, zeeschipvaart en andere zaken. Door zijn welvaart werd hij de Henry Ford van Maleisië genoemd. In vele Chinese geschiedenisboeken wordt hij bestempeld als een voorbeeld van vaderlandslievende overzeese Chinezen.
Door zijn rijkdom stichtte hij met andere overzeese Chinese filantropen basisscholen, middelbare scholen en universiteiten voor overzeese Chinezen. De Xiamen Universiteit is voor een groot deel door hem tot stand gekomen.
Tijdens zijn leven heeft hij een belangrijke rol gespeeld als gemeenschapsleider van de Chinezen in Maleisië en Singapore. Hij zat in het bestuur van diverse Minnanse en Chinese verenigingen, zoals Singapore Hokkien Huay Kuan.
Tijdens de Tweede Chinees-Japanse Oorlog zette hij een stichting op om het vaderland financieel te helpen om tegen de Japanse bezetters te strijden. Toen de Japanners ook in Maleisië kwamen, werd hij opgepakt. In 1943 vluchtte hij naar het Indische eiland Java en schreef hij The Memoirs of an Overseas Chinese of the Southern Ocean, wat een belangrijke bron vormt voor de geschiedenis van overzeese Chinezen in het Indische archipel. 
Na de oorlog keerde hij zich tegen de Guomindang, vanwege de grote corruptie onder GMD-generaals. Hij steunde voortaan de Chinese Communistische Partij. In mei 1949 werd hij uitgenodigd voor een congres van vaderlandslievende zakenmannen in China. Vijf maanden later bezocht hij de ceremonie van de oprichting van Volksrepubliek China, waarbij Mao Zedong zijn speech gaf op het poortgebouw voor de Tian'anmenplein in Beijing. In 1950 wilde hij terug naar Singapore. De Britten verboden dat, omdat ze bang waren dat hij als belangrijk Chinees-Singaporees gemeenschapsleider het communisme onder de bevolking meer zou verspreiden. Hierdoor ging Tan terug naar China. Tan kreeg diverse hoge functies in de Chinese politiek. Hij was onder andere de voorzitter van All-China Federation of Returned Overseas Chinese (中華全國歸國華僑聯合會). Hij overleed op 12 augustus 1961 in Beijing en kreeg een staatsbegrafenis van de Volksrepubliek China.